# Amédée Pagès
Amédée Pagès (* 24. Oktober 1865 in Estagel, Département Pyrénées-Orientales; † 22. April 1952 in Le Grand-Pressigny) war ein französischer Romanist, Katalanist und Mediävist.

## Leben und Werk
Pagès studierte bei Alfred Morel-Fatio und Émile Boutroux und wurde Gymnasiallehrer. Er habilitierte sich nach 25 Jahren vorbereitender Forschung an der Sorbonne mit den beiden Thèses Auzias March et ses prédécesseurs. Essai sur la poésie amoureuse et philosophique en Catalogne aux XIVe et XVe siècles (Paris 1912, Genf 1974; katalanisch: Ausiàs March i els seus predecessors, València 1990) und Introducció a l'edició critica de les obres de Auzias March (Barcelona 1912). Ab 1912 war Pagès Inspecteur d’Académie (Hoher Beamter der Schulaufsicht).

Pagès war ab 1945 korrespondierendes Mitglied des Institut d’Estudis Catalans.

## Weitere Werke
- (Hrsg.) Les Obres d'Auzias March. Edició crítica, 2 Bde., Barcelona 1912–1914; Valencia  1995 (Vorwort durch Germà Colón Doménech)
- Commentaire des poésies d'Auzias March, Paris 1925
- (Hrsg.)  Andreae Capellani De amore libri tres. Text llatí, amb la traducció catalana del segle XIV,  Castelló de la Plana 1930
- La Poésie française en Catalogne du XIIIe siècle à la fin du XVe. Études suivies de textes inédits ou publiés d'après les manuscrits, Toulouse 1936
- (Hrsg. und Übersetzer) Le "Desconort ou le "Découragement" de Ramón Llull. Etude littéraire et historique. Edition critique et traduction française, Toulouse 1938
- (Hrsg.) Chronique catalane de Pierre IV d'Aragon, III de Catalogne, dit le Cérémonieux ou del Punvalet [par Bernat Dezcoll], Toulouse/Paris 1941
- (Hrsg. und Übersetzer) La 'Vesio' de Bernat de So et le 'Debat entre honor e delit' de Jaeme March, poèmes provenço-catalans du XIVe siècle, suivis du 'Sirventès' de Joan de Castelnou, Toulouse 1945
- (Hrsg. und Übersetzer) Les Coblas ou les Poésies lyriques provenço-catalanes  de Jacme, Pere et Arnau March, Toulouse 1949